# Élysée Lassalle
Pour les articles homonymes, voir Lassalle.
Élysée Lassalle (Jean-Baptiste Élysée Lassalle), né le 22 novembre 1856 à Frénois, ancienne commune des (Ardennes) aujourd'hui intégrée à Sedan, et mort le 21 avril 1930 à Frénois, est un homme politique français.
Ouvrier mécanicien, il est militant socialiste, conseiller municipal de Sedan et vice-président du conseil des prud'hommes. Il est député des Ardennes de 1898 à 1910, inscrit au groupe des socialistes parlementaires.
Il fut un temps proche de Jean Allemane et il fut élu en 1898 au titre du Parti ouvrier socialiste révolutionnaire, puis il s'en sépara.

## Sources
- « Élysée Lassalle », dans le Dictionnaire des parlementaires français (1889-1940), sous la direction de Jean Jolly, PUF, 1960 [détail de l’édition]